# Colonie britannique de Saint-Pierre
1713–1763
(50 ans)
1793–1815
(22 ans)
Entités précédentes :
- Terre-Neuve

Entités suivantes :
- Colonie de Saint-Pierre-et-Miquelon

La colonie de Saint-Pierre est une colonie britannique, établie en 1713 sur les îles de Saint-Pierre, de Miquelon et de Langlade, au large de l'île de Terre-Neuve, qui constitue aujourd'hui la province de Terre-Neuve-et-Labrador. 
En 1763, la France récupère officiellement l'archipel lors du traité de Paris de 1763, avant de le perdre de nouveau avec son entrée dans la guerre d'indépendance américaine. La France récupère définitivement l'archipel en 1815, soit un siècle après le traité d'Utrecht.

## Histoire

### Cinquante ans de contrôle britannique (1713-1763)
En 1713, par le traité d'Utrecht mettant fin à la guerre de Succession d'Espagne, la France perd l'ensemble de ses possessions sur l'île de Terre-Neuve, dont les îles de Saint-Pierre et Miquelon. Elle conserve cependant un droit exclusif de pêche sur la côte française de Terre-Neuve.
Après avoir pris le contrôle de l'archipel, les Britanniques changent le nom de Saint-Pierre en « St. Peter's ». Le gouvernement britannique commande deux relevés de ses nouvelles possessions entre 1714 et 1716. Un marchand et planteur de Terre-Neuve, William Taverner, arpente la région située à l'ouest de la baie de Plaisance pour le compte du British Board of Trade. L'Amirauté britannique charge le lieutenant John Gaudy d'effectuer un relevé cartographique de la région en 1716.
Durant les premières années de la domination britannique de l'archipel, des navires originaires de Bretagne, et plus précisément de Saint-Malo, continuaient à accoster à Saint-Pierre. Illégal, ce commerce disparaît rapidement. Des marchands britanniques et anglo-américains font progressivement leur apparition. Ils ouvrent des locaux commerciaux et poussent au départ des marchands français.
Dans les années 1760, les marchands britanniques possédaient un certain nombre de maisons, des entrepôts et des installations de pêche à Saint-Pierre. Quant à l'île de Miquelon, celle-ci est attribuée intégralement en 1722 à un résident de la province de la baie du Massachusetts, avant de la vendre à des hommes originaires de la province du New Hampshire dans les années 1750.

### Retour de l'administration française (1763-1778)
En 1763, à la suite du traité de Paris qui met fin à la guerre de Sept Ans, la France cède toutes ses possessions d'Amérique du Nord à la Grande-Bretagne. Elle conserve néanmoins un droit de pêche sur la côte de Terre-Neuve, appelé le French Shore, ainsi qu'une rétrocession de l'archipel de Saint-Pierre-et-Miquelon.

### Un demi-siècle de guerres (1778-1816)
En 1778, l'archipel est repris depuis la Nouvelle-Écosse (ancienne colonie d'Acadie) par les forces britanniques, après l'entrée de la France dans la guerre d'indépendance américaine aux côtés des États-Unis. Durant cinq ans, la Grande-Bretagne détruira l'ensemble des établissements coloniaux de Saint-Pierre-et-Miquelon et déportera près de 2 000 colons vers la France. La famille Coste, originaire d'Acadie et s'étant installée à Miquelon après la rétrocession de 1763, est déportée à La Rochelle et Saint-Malo.
En 1783, la France reprend le contrôle de l'archipel et certaines familles, dont la famille Coste, retournent dans l'archipel,. 
En 1793, pendant la Révolution française, le Royaume-Uni débarque de nouveau sur l'île Saint-Pierre. Elle déporte les colons français et tente d'y installer pendant trois ans une communauté de colons britanniques. La famille Coste est de nouveau déportée, cette fois-ci à Halifax. Elle est attaquée par la Marine nationale française en 1796.
La paix d'Amiens permet à la France de reprendre possession de l'île en 1802, et ce, durant seulement quelques mois, jusqu'au retour des Britanniques sur l'île après la reprise des hostilités en 1803. Les Britanniques occuperont l'archipel jusqu'à la première abdication de Napoléon Ier en 1814. Le traité de Paris rend Saint-Pierre-et-Miquelon à la France sous la Première Restauration, avant d'être de nouveau occupé par les Britanniques avec le retour de Napoléon en France durant les Cent-Jours.
L'occupation britannique de l'archipel de Saint-Pierre-et-Miquelon s'achève définitivement en 1815. La France retrouvera des îles inhabitées, aux structures et bâtiments détruits ou délabrés,,. Les familles reviennent dans l'archipel, dont la famille Coste en 1816.